# Nagi lunch (film)
Nagi lunch (ang. Naked Lunch) – kanadyjsko-brytyjsko-japoński dramat psychologiczny z 1991 roku w reżyserii Davida Cronenberga, zrealizowany w oparciu o prozę Williama S. Burroughsa. Zdjęcia kręcono w Toronto.

## Fabuła
Pisarz Bill Lee pracuje jako dezynfektor. Wraz z żoną eksperymentują z narkotykami i innymi środkami odurzającymi, w tym z proszkiem na owady. Podczas zabawy w Wilhelma Tella Bill – próbując z jej głowy zestrzelić szklankę – zabija Joan. W obawie przed odpowiedzialnością karną ucieka do tajemniczej Międzystrefy. W nowym miejscu granice między rzeczywistością i halucynacjami całkowicie się zatrą i pisarza będą nawiedzać koszmarne wizje, choćby pełzającej maszyny do pisania.
Nagi lunch jest swobodną adaptacją powieści o tym samym tytule. Cronenberg w scenariuszu wykorzystał również wątki z innych utworów pisarza.